# Juan Muñoz (escultor)
Juan Muñoz (Madrid; 16 de juny de 1953 - Eivissa; 28 d'agost de 2001) fou un escultor espanyol.

## Biografia
Es va formar al Croydon College i a la Croydon School of Art and Design de Londres, i al Pratt Graphic Center de Nova York, ciutat on va treballar com a assistent de Mario Merz i on va entrar en contacte amb Richard Serra, que va influir-lo molt. Des de la seva primera exposició, a la galeria Fernando Vijande de Madrid el 1984, la seva obra es va poder veure en galeries, centres i museus internacionals, fet que el va consolidar com un dels artistes europeus més reconeguts. Juan Muñoz va dur a terme una revisió del llenguatge escultòric contemporani amb la incorporació d'una renovada condició figurativa i narrativa. Amb un important component conceptual, sovint les seves figures expressen el buit comunicatiu i la manca de referents en la societat de finals de segle xx.
A partir dels anys noranta, Muñoz va iniciar la producció d'obres narratives que enllaçaven la tradició amb la contemporaneïtat. Situant grups de figures humanes lleugerament inferiors a la mida real en entorns arquitectònics poc habituals incitava l'observador a interactuar. Les seves obres al·ludeixen a la història de la cultura a través de referents i temes propers al manierisme i al barroc. A més de l'obra escultòrica, destaquen els seus dibuixos i textos, així com les creacions radiofòniques, algunes emeses per la BBC. L'any 2000 va rebre el Premio Nacional de Artes Plásticas de España i va inaugurar Double Bind a la Tate Modern de Londres. Només Louise Bourgeois havia estat convidada a transformar la gran Sala de les Turbines. Poc abans d'inaugurar una retrospectiva al Hirshhorn Museum de Washington i en el punt més àlgid de la seva carrera, va morir sobtadament als 48 anys.

## Exposicions
S'han celebrat destacades exposicions de la seva obra en institucions com el CAPC Musée d'art contemporain de Bordeus (1987), l'Irish Museum of Modern Art de Dublín (1994), el Museo Nacional Centro de Arte Reina Sofía de Madrid (1996), l'Stedelijk Museum de Gant (2000) i la Tate Modern de Londres (2000 i 2008), entre moltes d'altres. La seva obra forma part de nombroses col·leccions com la del MoMA de Nova York, el Hirshhorn Museum and Sculpture Garden de Washington, el Neues Museum Weserburg de Bremen, l'Stedelijk Museum de Gant, la Tate Gallery de Londres i el MACBA de Barcelona.